# Koválov
Koválov (mađ. Nagykovalló, nje. Kowallow) je naseljeno mjesto u okrugu Senica, u Trnavskom kraju, Slovačka.

## Stanovništvo
| Godina:     | 1993. | 2003.   | 2013.   | 2023.   |
| ----------- | ----- | ------- | ------- | ------- |
| Broj ljudi: | 652   | 648     | 709     | 684     |
| Razlika:    |       | -0,61 % | +9,41 % | -3,52 % |

| Godina:     | 2022. | 2023.   |
| ----------- | ----- | ------- |
| Broj ljudi: | 698   | 684     |
| Razlika:    |       | -2,00 % |

Prema podacima o broju stanovnika iz 2023. godine naselje je imalo 684 stanovnika.

## Vanjske poveznice
|  | Zajednički poslužitelj ima još gradiva o temi Koválov |

- Službena stranica naselja (sl.)